# 斯庫珀農鎮區 (北卡羅萊納州華盛頓縣)
斯庫珀農鎮區（英語：Scuppernong Township）是位於美國北卡羅萊納州華盛頓縣的一個鎮區。

## 地方資料
斯庫珀農鎮區的面積為176.63平方千米，皆為陸地。根據2020年美國人口普查的數據，當地共有人口1551人，而人口密度為每平方千米8.78人。